# Apomastus kristenae
Espèce
Apomastus kristenae est une espèce d'araignées mygalomorphes de la famille des Euctenizidae.

## Distribution
Cette espèce est endémique de Californie aux États-Unis,.. Elle se rencontre dans l'Est du comté de Los Angeles, dans l'Ouest du comté de Riverside et dans le comté d'Orange.

## Étymologie
Cette espèce est nommée en référence à Kristena DeVos Bond, l'épouse de Jason E. Bond.

## Publication originale
- Bond, 2004 : Systematics of the Californian euctenizine spider genus Apomastus (Araneae: Mygalomorphae: Cyrtaucheniidae): the relationship between molecular and morphological taxonomy. Invertebrate Systematics, vol. 18, p. 361-376 (texte intégral).